# Гумуз (мова)
Гумуз — мова, що належить до ніло-сахарської макросімʼї. Поширена в Ефіопії (регіон Бенішангул-Гумуз) та Судані (штати Блакитний Ніл і Сеннар).

## Писемність
Мова гумуз користується латинською абеткою (введена в 2007 році) та ефіопським письмом.

### Латинське письмо[2]
| A a | B b | Bʼ bʼ | C c | Cʼ cʼ | Ç ç | Çʼ çʼ | D d | Dʼ dʼ | E e | F f | G g | Ŋ ŋ |
| --- | --- | ----- | --- | ----- | --- | ----- | --- | ----- | --- | --- | --- | --- |

| H h | I i | J j | K k | L l | Kʼ kʼ | M m | N n | Ñ ñ | O o | P p | Pʼ pʼ | R r | S s |
| --- | --- | --- | --- | --- | ----- | --- | --- | --- | --- | --- | ----- | --- | --- |

| Sʼ sʼ | Sh sh | T t | Tʼ tʼ | Ts ts | U u | V v | W w | Y y | Z z | Zh zh | ʼ |
| ----- | ----- | --- | ----- | ----- | --- | --- | --- | --- | --- | ----- | - |

- Для позначення високого тону використовується діакритичний знак акут (´), що ставиться над буквами для голосних[3].

### Ефіопське письмо
В нижченаведеній таблиці показано лише ті знаки ефіопського письма, які були створені спеціально для гумуз.
| 1 | ꬠ                        | ꬡ                        | ꬢ                        | ꬣ                         | ꬤ                         | ꬥ                        | ꬦ                        |                           |
| 2 | ꬨ                        | ꬩ                        | ꬪ                        | ꬫ                         | ꬬ                         | ꬭ                        | ꬮ                        |                           |
| 3 | Знак NYA для мови гумуз. | Знак NYU для мови гумуз. | Знак NYI для мови гумуз. | Знак NYAA для мови гумуз. | Знак NYEE для мови гумуз. | Знак NYE для мови гумуз. | Знак NYO для мови гумуз. | Знак NYWA для мови гумуз. |

- Для запису гумуз використовуються різновиди знаків серії ኘ, в яких верхній елемент не зʼєднаний з основною частиною знака[5][6].

| станадартне написання    | ኘ                        | ኙ                        | ኚ                        | ኛ                         | ኜ                         | ኝ                        | ኞ                        | ኟ                         |
| написання для мови гумуз | Знак NYA для мови гумуз. | Знак NYU для мови гумуз. | Знак NYI для мови гумуз. | Знак NYAA для мови гумуз. | Знак NYEE для мови гумуз. | Знак NYE для мови гумуз. | Знак NYO для мови гумуз. | Знак NYWA для мови гумуз. |

## Додаткові джерела і посилання
- Сайт з книгами мовою і про мову гумуз.[недоступне посилання з липня 2019]
- Новий Завіт мовою гумуз (ефіопське письмо). Через технічні проблеми спеціальні знаки для мови гумуз в тексті не відображаються.
- «Preliminary proposal to encode additional Ethiopic characters». На сторінках 14—18 знаходяться відскановані уривки із Нового Завіту мовою гумуз ефіопським письмом.